# Up in Flames
"Up in Flames" é uma canção da banda britânica de rock alternativo Coldplay para o seu quinto álbum de estúdio, Mylo Xyloto. Foi lançado para rádio airplay da Itália em 16 de novembro de 2012.

## Antecedentes
Essa foi a última canção a ser gravada para o álbum, depois que a maioria das músicas já foram mescladas e gravadas, "Up in Flames" foi concebido pela primeira vez pelo vocalista Chris Martin, nas horas que antecederam a performance da banda no iTunes Festival de 2011 em Londres, em 22 de julho de 2011. Partes da canção, incluindo a primeira instância de bateria eletrônica, foram gravadas nos bastidores da Roundhouse. A faixa foi gravada para tornar a versão final do álbum, em 9 de setembro de 2011.
Em uma entrevista com a Perth Now, Martin falou sobre a gravação de canção: "Você sabe quando terminar. Não precisamos escrever mais músicas no momento. Estávamos sentindo como se estivéssemos faltando uma, era essa. É basicamente uma gravação esquizofrênica. Ainda estamos juntando. Há coisas muito altas, algumas coisas muito silenciosas, estamos vendo se elas podem viver em harmonia juntas".

## Faixas
| Single europeu |                             |         |  |
| N.º            | Título                      | Duração |  |
| 1.             | "Up in Flames" (radio edit) | 2:47    |  |

| Single holandês |                                  |         |  |
| N.º             | Título                           | Duração |  |
| 1.              | "Up in Flames" (versão do álbum) | 3:13    |  |

## Desempenho nas tabelas musicais
| Tabela musical (2011–12)                      | Melhor posição |
| --------------------------------------------- | -------------- |
| Bélgica (Ultratip Bubbling Under de Flandres) | 24             |
| Coreia do Sul (Gaon Download Chart)           | 34             |
| Países Baixos (Dutch Top 40 Tipparade)        | 6              |

## Histórico de lançamento
| País   | Data                   | Formato                | Gravadora |
| ------ | ---------------------- | ---------------------- | --------- |
| Itália | 16 de novembro de 2012 | Contemporary hit radio | EMI       |